# Stenbocken 7

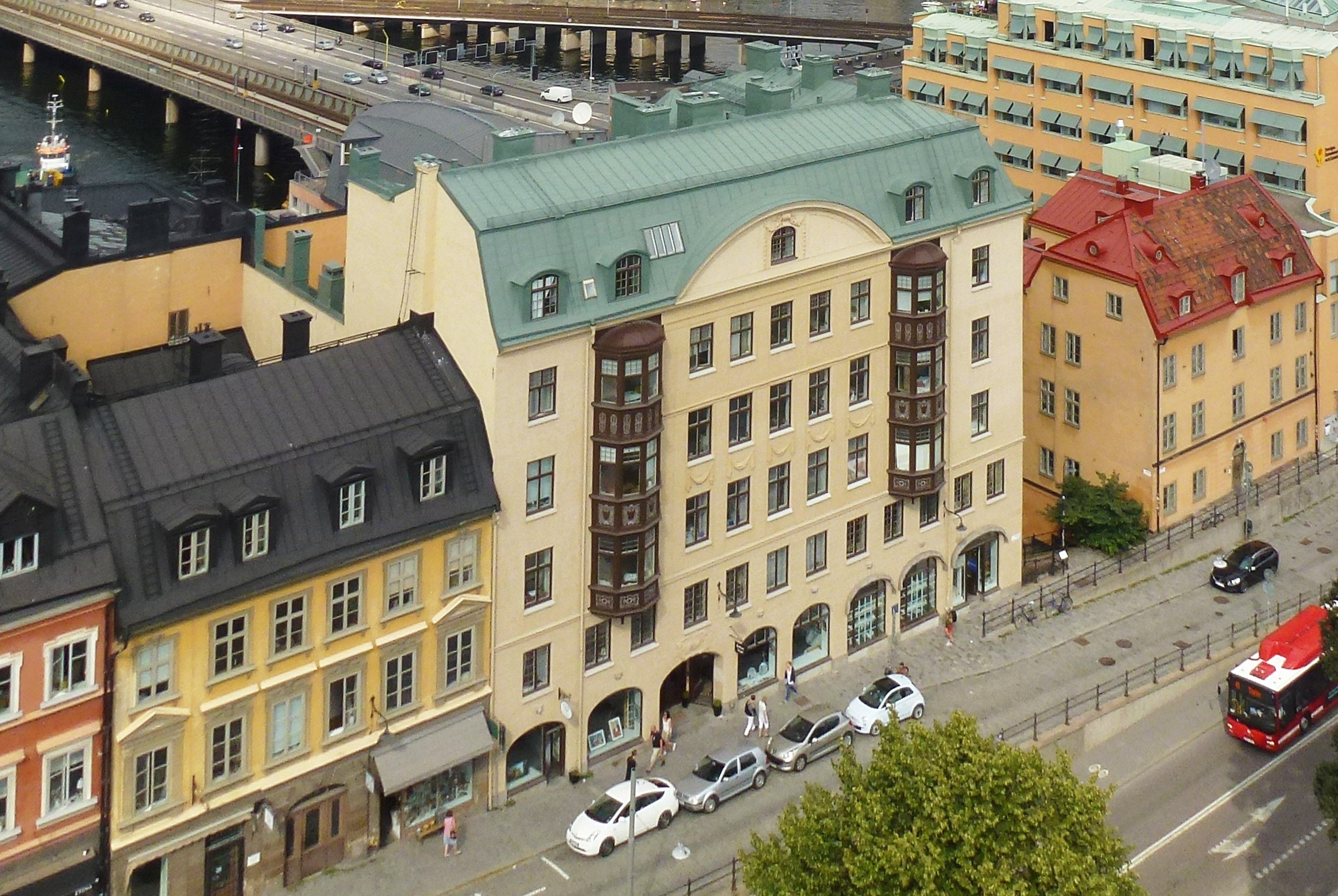
Stenbocken 7 (Hornsgatan 26) i mitten, augusti 2012.

Stenbocken 7 är en bostadsfastighet i kvarteret Stenbocken vid Hornsgatan 26 på Södermalm i Stockholm. Husets äldsta delar härrör från 1760-talet men fick sitt nuvarande utseende i jugendstil vid en omfattande ombyggnad i början av 1900-talet. Fastigheten har av Stadsmuseet i Stockholm blivit grönmärkt, vilket betyder "särskilt värdefull från historisk, kulturhistorisk, miljömässig eller konstnärlig synpunkt". Fastigheten Stenbocken 7 ägs och förvaltas av kommunägda AB Stadsholmen.

## Historik

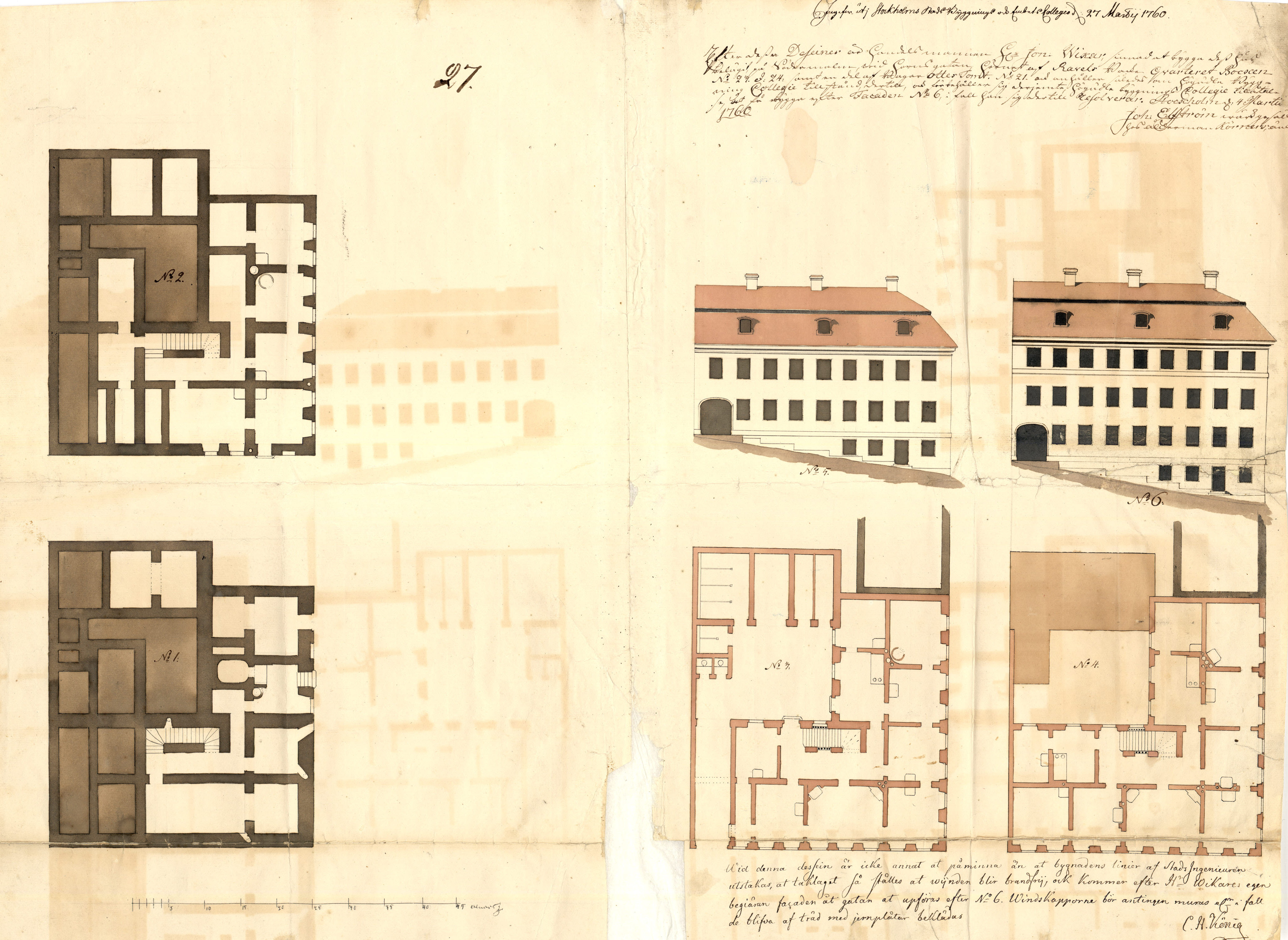
Elfströms ritning från 1760.

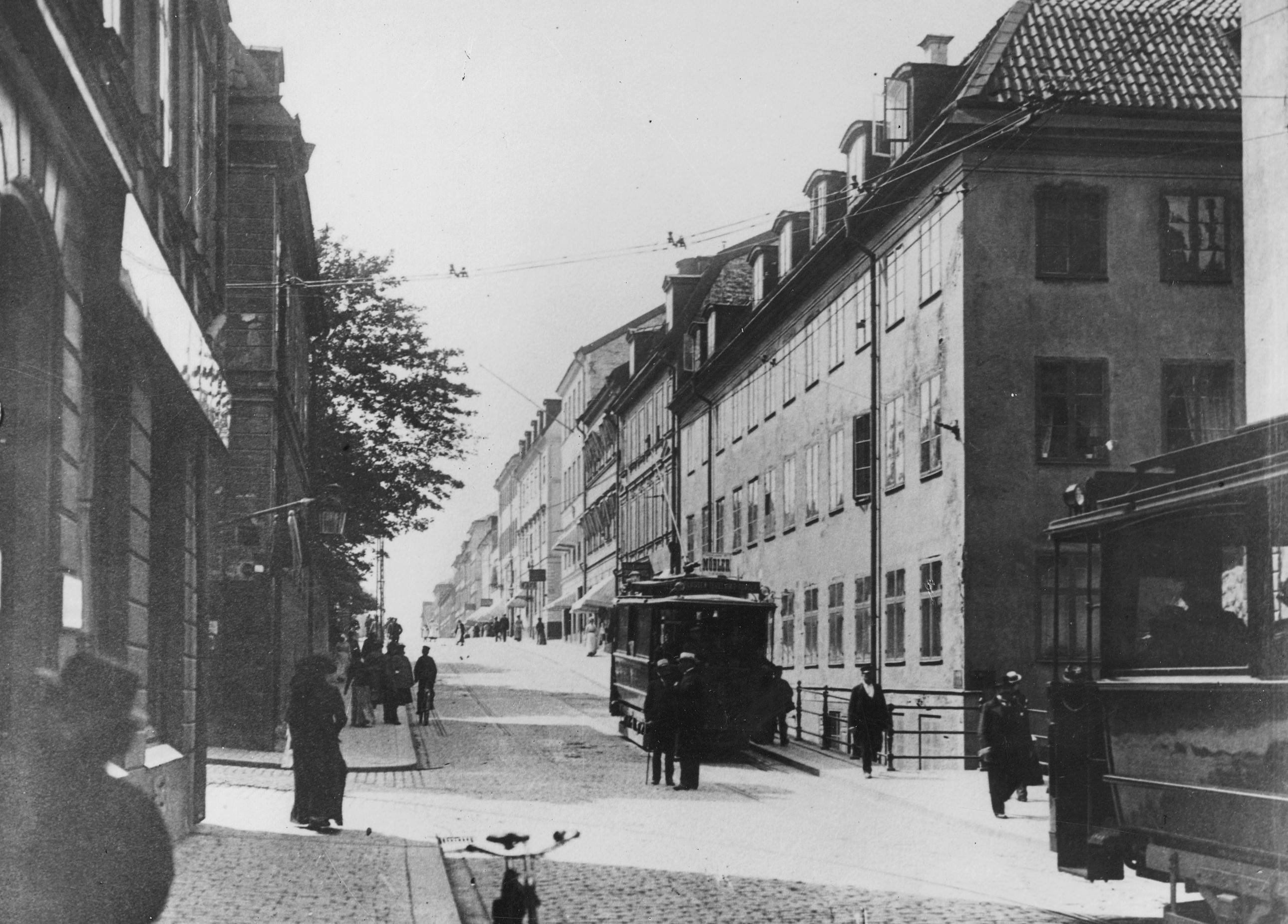
Huset före ombyggnaden, 1900.

Tomten i kvarteret Bocken (nuvarande Stenbocken) belägen i hörnet Hornsgatan / Pustegränd (tidigare Ragvaldsgatan) bildades omkring 1640 när stadsplaneringen av norra Södermalm tog sin början. I Holms tomtbok från 1679 framgår att kvarteret ursprungligen var uppdelat i tolv fastigheter. Bland de första ägarna av hörtomten (dagens Stenbocken 7) fanns en guldsmed, en hökare (handlare) och en sockerkokare. Fastigheten var bebyggd med några stenhus som förstördes i Mariabranden 1759. 
Det nuvarande hörnhuset på Hornsgatspuckeln började uppföras 1760, ett år efter Mariabranden. Uppdragsgivare var handelsmannen Jonas Wikar. Bygglovsritningen upprättades av murargesällen Johan Daniel Elfström som blev murmästare år 1770. Troligen kom murar från de äldre, nedbrända husen till användning i nybyggnaden. 
År 1761 förlängdes huset som då hade tre våningar mot Hornsgatan och en länga mot nuvarande Pustegränd, samt en flygel inåt gårdens västra sida. I byggnadskomplexet fanns flera bostäder, en bod, ett visthus, en bagarstuga, ett stall och ett vagnhus. Efter Wikars död 1763 vandrade fastigheten genom flera händer och en del förändringar vidtogs under 1800-talet. Bland annat höjdes huset med en våning, vinden inreddes och fasaderna ändrade utseende. Under 1800-talets mitt ägdes huset av Adolf Anders Johan Ammilon (1795–1864). Han var lärare och guvernör vid Karlbergs slotts militärakademi och efter 1849 ägare av Berga-Tuna herrgård.

## Ombyggnaden 1905–1906 och rivningshot

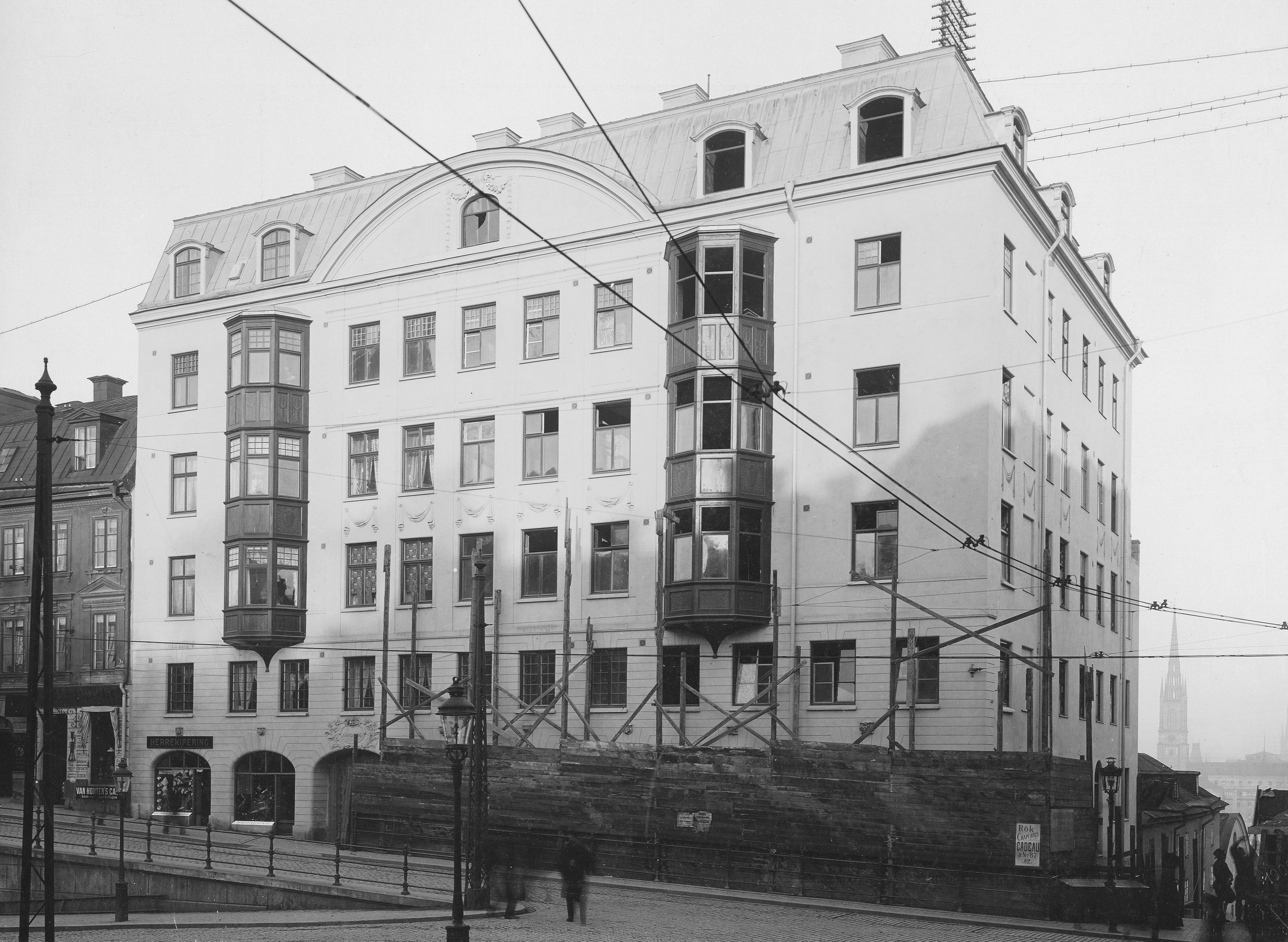
Huset under ombyggnaden, 1906.

Byggnaden förlorade sitt ursprungliga 1700-talsutseende i samband med en omfattande ombyggnad i början av 1900-talet, då var ägaren Ammilons son, löjtnanten Carl Adolf Ammilon (1831–1909). Han lät förvandla fasaderna i jugends formspråk av arkitekten och byggmästaren Otilius Österberg. 
Fasaden mot Hornsgatan fick bland annat nya fönsterformer och två höga burspråk i trä med dekorationsmålning. Trapphusfönstren försågs med blyinfattade glas med jugendornament. Över skyltfönstren uppsattes maskaroner i sten, som tidigare suttit på ett 1600-talspalats vid Arsenalsgatan och i takhöjd, mellan burspråken, placerades en välvd fronton med ett festongsmyckat fönster. I bottenvåningen öppnades välvda butiksfönster och bostädernas interiörer byggdes om så att de uppfyllde tidens krav på komfort. På varje våningsplan låg två stora lägenheter om sex respektive sju rum och kök med kökstrappa och rum för tjänstefolk. I vindsvåningen hade fotografen Arvid Florin sin ateljé och bostad mellan 1909 och 1923. Huset syns omedelbar efter fasadrenoveringen på ett fotografi från 1906. Byggnadsställningen och plank sitter fortfarande kvar på bottenvåningen och i huset pågår byggarbeten.
Förmodligen tillträdde nästa ägare, jägmästaren Albert Gotthard Nestor Cedergren (se Cedergrenska tornet), redan innan den omfattande ombyggnaden var avslutad. Han uppges som ägare i Stockholms adresskalender från och med 1906. Efter Cedergrens död 1921 ägde hans efterlevande huset fram till 1950 då den exproprierades av Stockholms stad med avsikt att riva det tillsammans med hela den historiska bebyggelsen på Mariaberget östra. Istället ville staden låta uppföra ett tiotal stora bostadskomplex, som en stadsplaneutredning av Stockholms stadsbyggnadskontor av den 18 maj 1967 illustrerade.

## Husets vidare öden

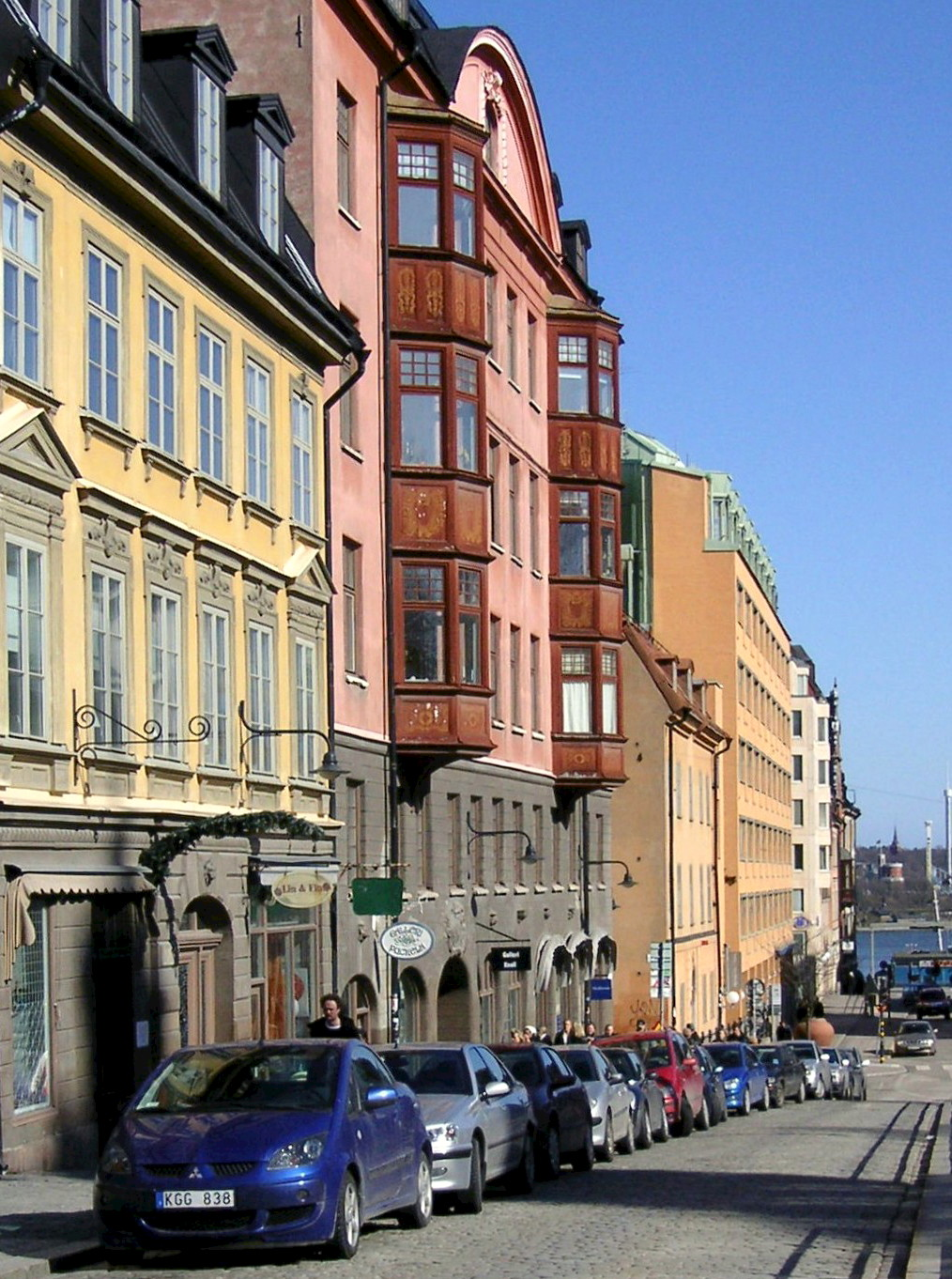
Huset med den äldre, rosa färgsättningen 2008.

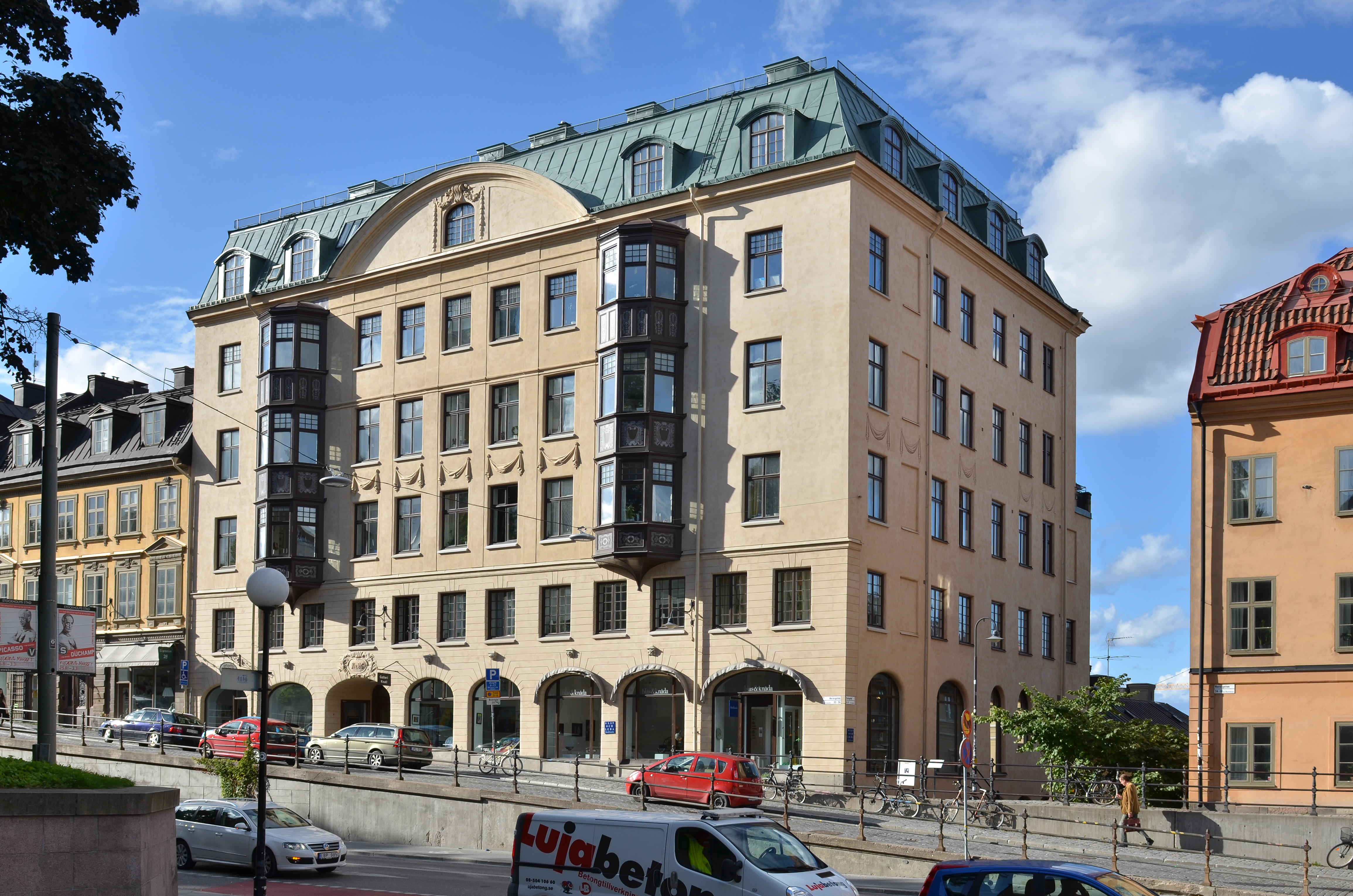
Hornsgatan 26 i september 2012.

Stadens rivningsplaner vållade omfattande protester och fullföljdes aldrig (se Söder 67). Sedan beslut togs av Stockholms stad att bevara bebyggelsen på Mariaberget och upprusta husen varsamt började även diskussioner om Stenbocken 7. Medan övriga Mariaberget upprustades under 1970-talet dröjde renoveringen av Stenbocken 7 till 1982. Uppdragsgivare och arkitekt var fastighetskontorets byggnadsavdelning medan AB Familjebostäder stod för utförandet.
Mindre förändringar av planlösningarna gjordes framför allt i anslutning till bad och kök samtidigt som några lägenheter delades upp i mindre enheter. Ytskikten förnyades men i allt väsentligt bevarades den befintliga interiören som präglades av ombyggnaden från 1905-1906. Här märks glasade innerdörrar, kakelugnar, vackra parkettgolv, trapphuset med marmorgolv samt ursprunglig hiss. Det som finns kvar av 1700-talets byggnad är huvudsakligen murverk och källare. 
Fasaderna renoverades traditionell med kalkputs och kalkfärgar. Fram till renoveringen var fasaderna ljust gula. Ommålningen genomfördes i en rödbrun och gammalrosa kulör med en hög gråmålad sockelvåning. Färgsättningen gjordes av konstnären Sölve Olsson men saknade historisk bakgrund.
År 2011 fick fasaderna sitt nuvarande utseende med den gula färgsättningen som hittades under 1980-talets ytskikt och som bättre motsvarar byggnadens utseende från 1900-talets början. Taken fick samtidigt sin ursprungliga gröna färg och några festonger återskapades. Idag finns 19 lägenheter (hyresrätter) av varierande storlek i huset samt tio lokaler om sammanlagd 588 m². Här har några gallerier sina utställningar, bland dem konsthantverkskooperativet Blås & Knåda med galleri och butik.

Fasaddetaljer
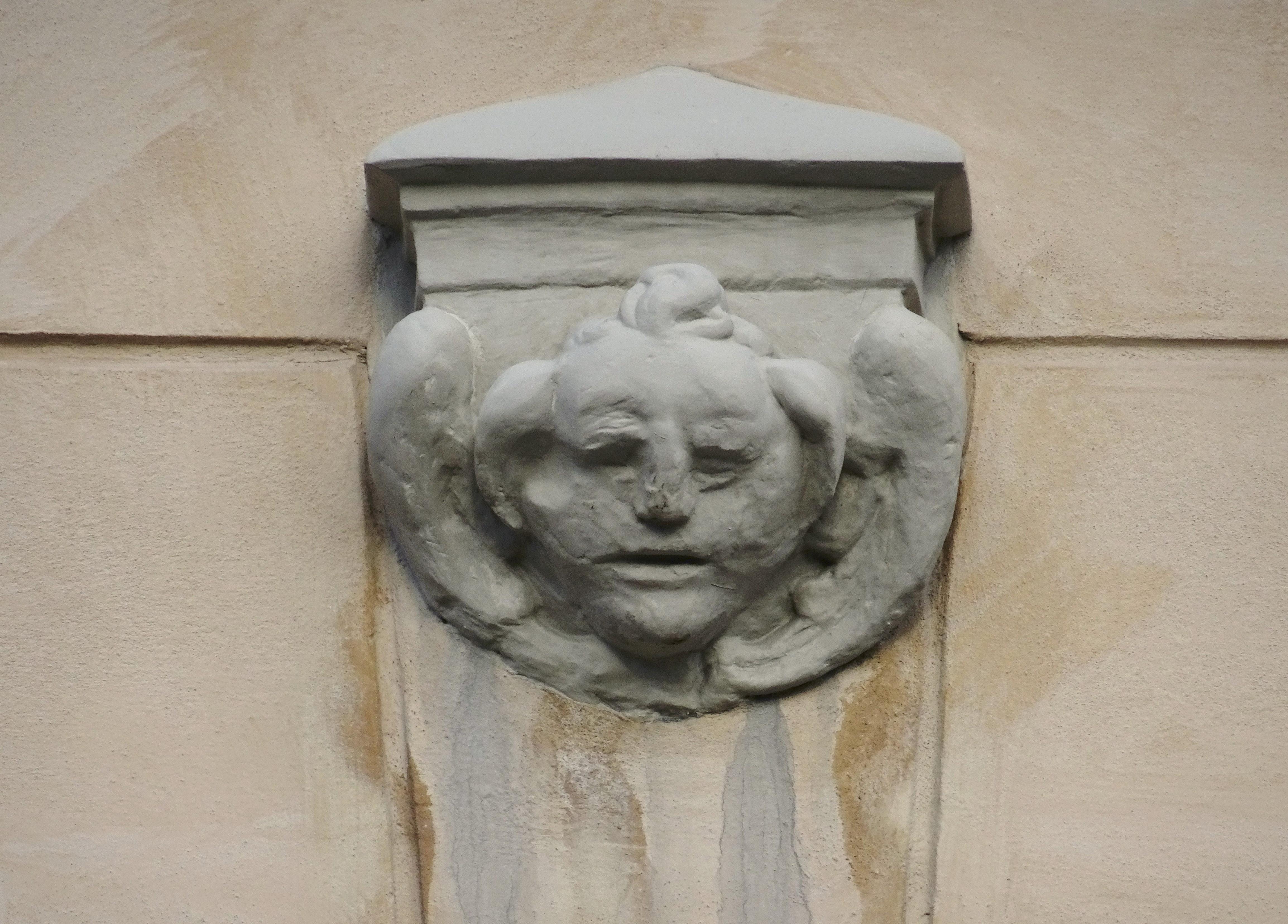
Maskaron.
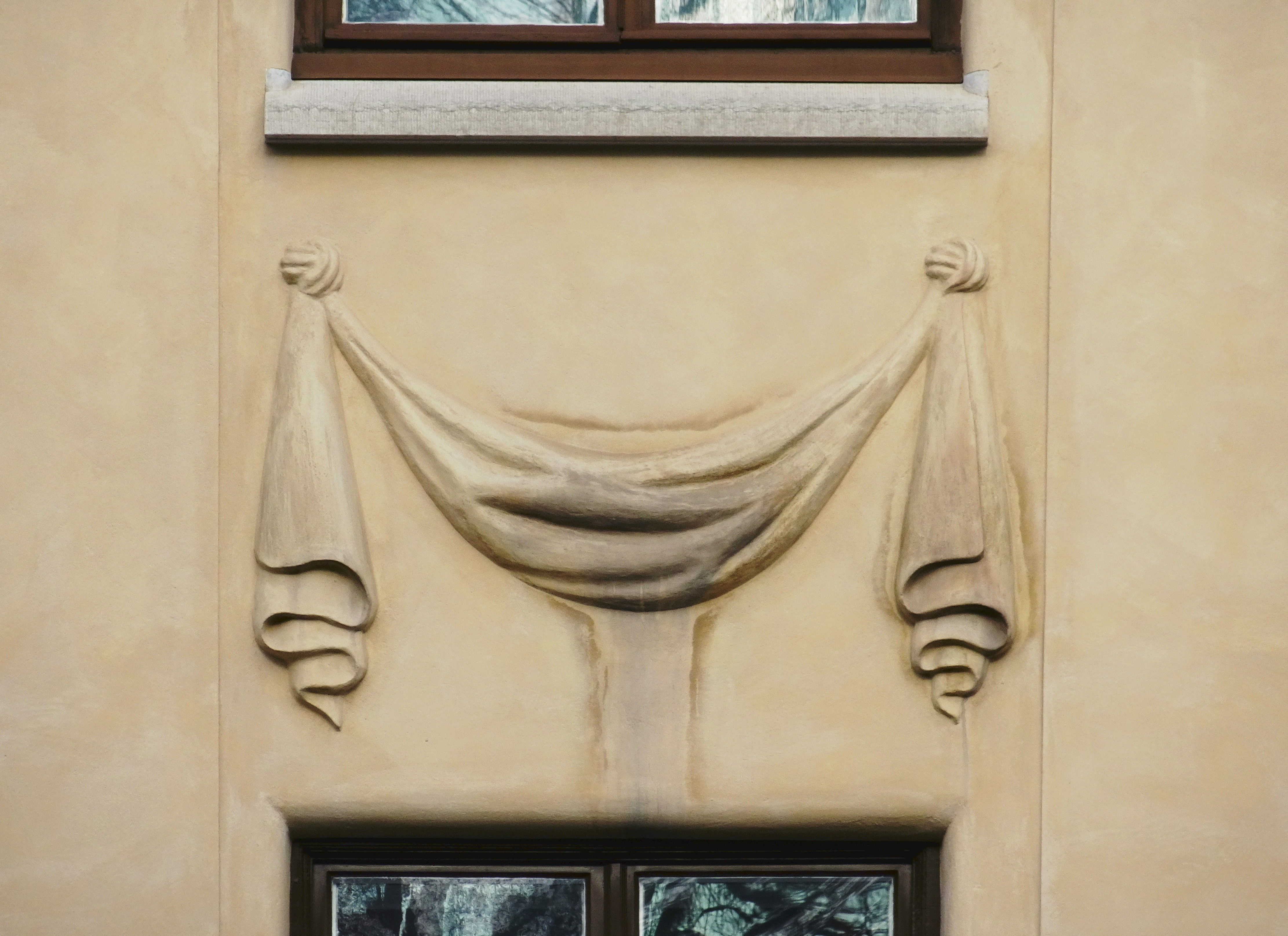
Festong.
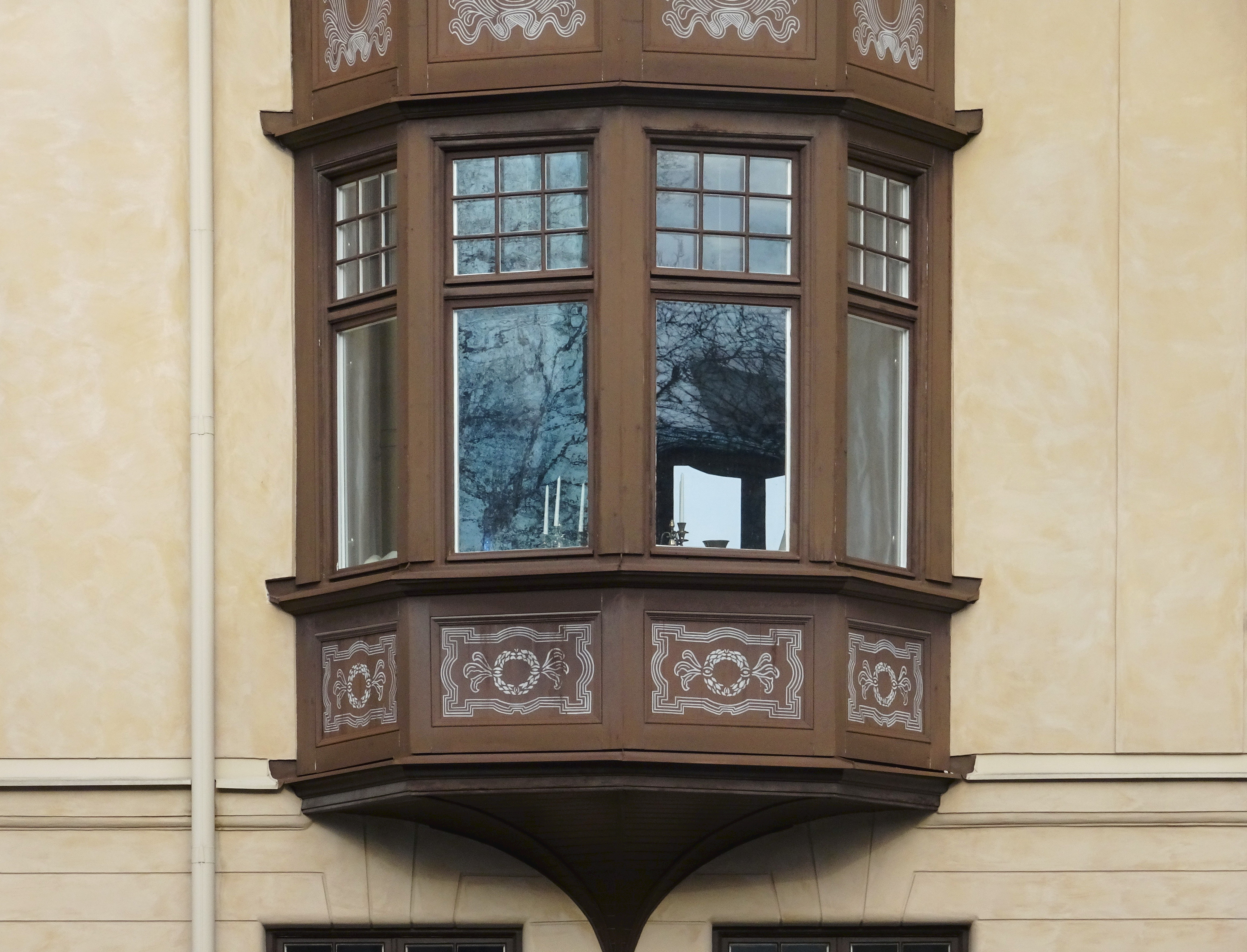
Burspråk.
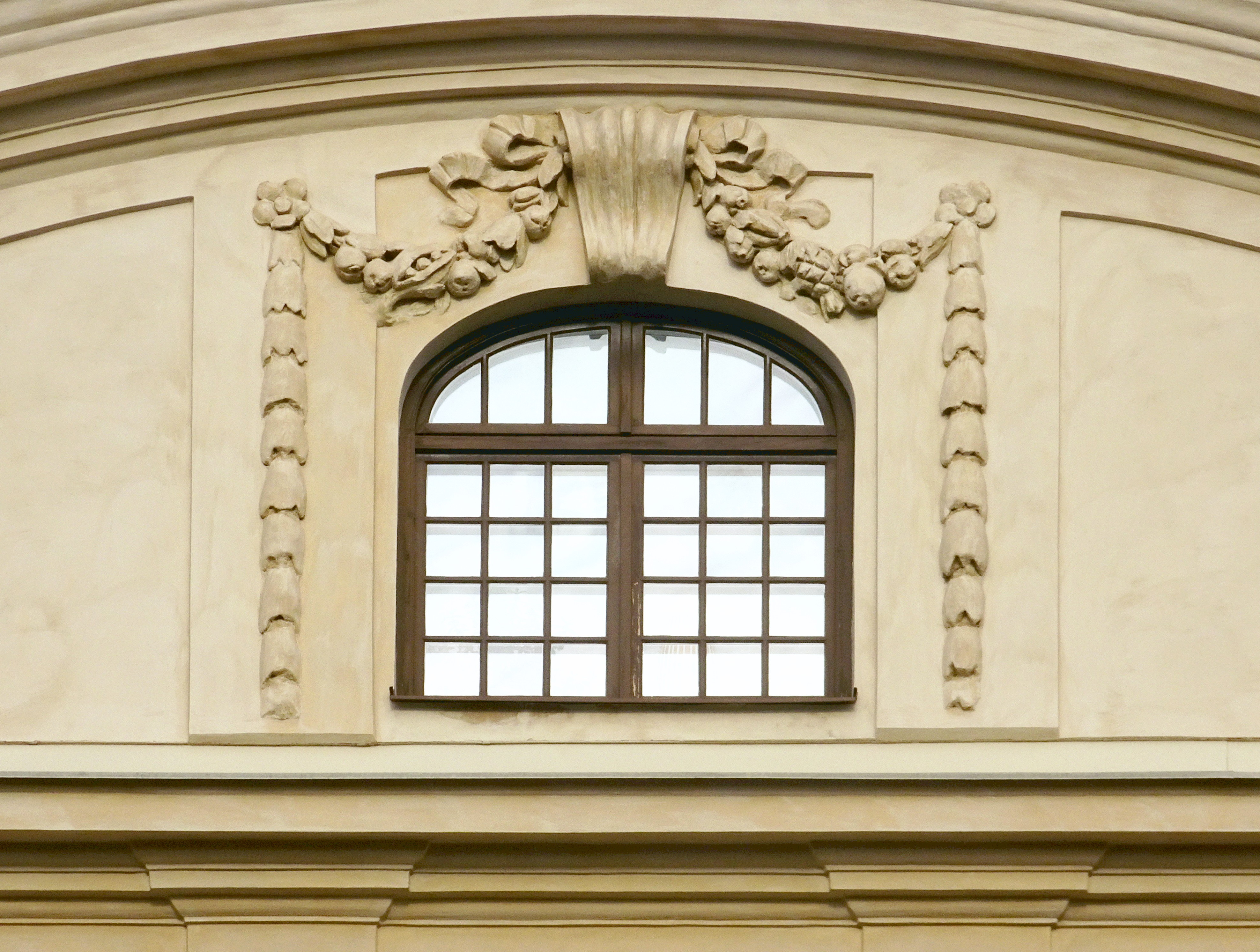
Fronton med blomsterfestonger.
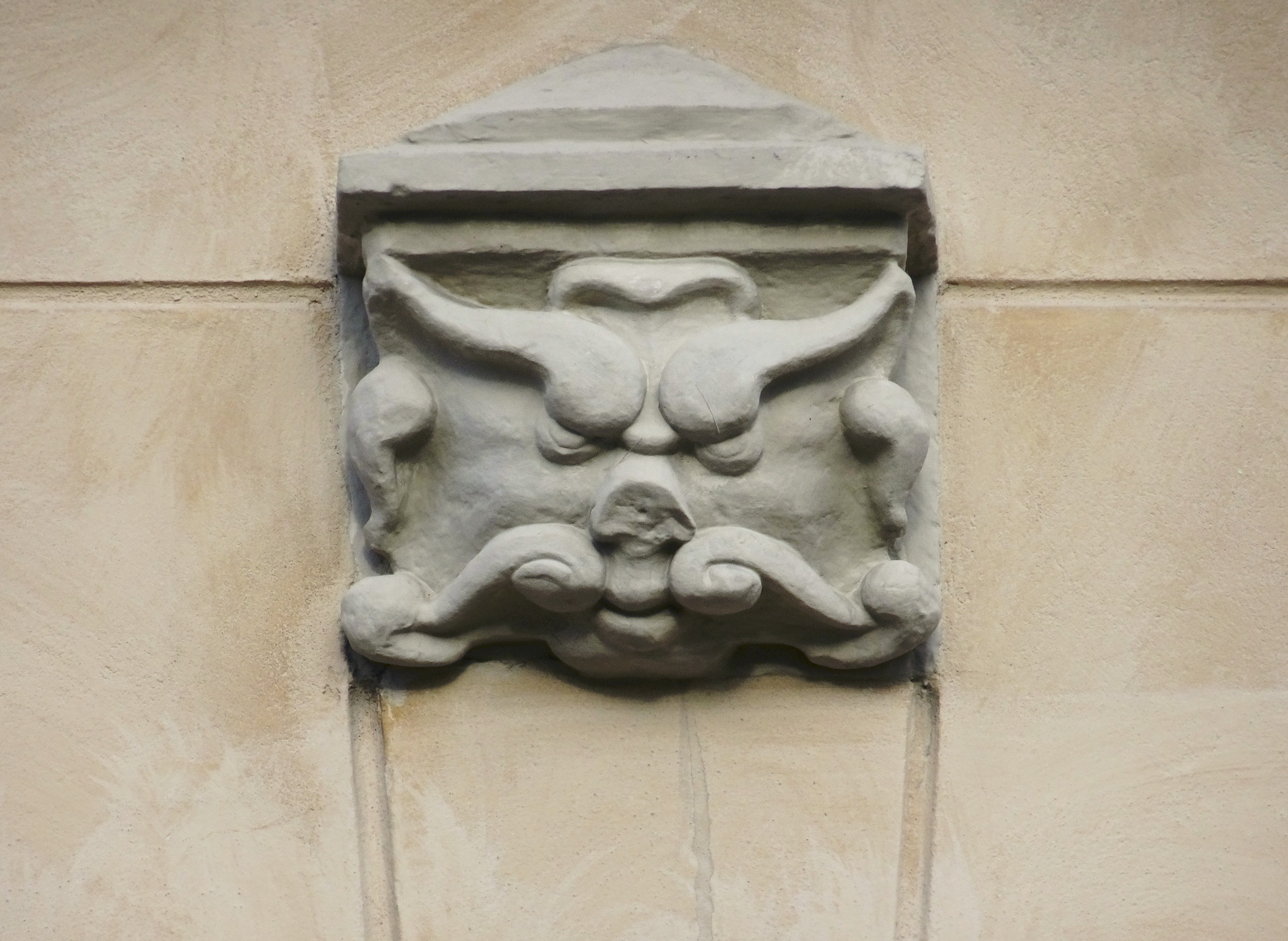
Maskaron.